# Claude Lévi
Aquest autor és citat en taxonomia animal amb el nom «Lévi».
Claude Lévi (1922) fou un zoòleg francès especialitzat en esponges.
Lévi va iniciar la seva carrera quan el seu cosí, el zoòleg i genetista francès Georges Teissier, el va reclamar com ajudant. En aquell moment Teissier era director de l'Estació Biològica de Roscoff. Posteriorment, Lévi fou nomenat professor a la Facultat de Ciències de la Universitat d'Estrasburg. Ràpidament, es va convertir en una autoritat internacional en sistemàtica i expert en el fílum dels porífers. Ha estudiat principalment el desenvolupament, la metamorfosi, la morfogènesi normal i experimental i la taxonomia d'esponges tropicals i batials. També va treballar al Museu Nacional d'Història Natural de París on va arribar a ser director del Laboratori de Biologia dels invertebrats marins. Va ser, a més, director adjunt del Centre Nacional de la Recerca Científica (CNRS) i president de la Societat Zoològica de França. Lévi va ser professor d'altres reconeguts espongiòlegs, com ara, Radovan Borojevic o Jean Vacelet, a qui va dirigir la tesi.